# Goddesses of Stardom Championship
Le Goddesses of Stardom Championship est un championnat de catch (lutte professionnelle) par équipes de deux utilisé par la World Wonder Ring Stardom (Stardom). Il est créé le 27 novembre 2011 quand Yoko Bito (en) et Yuzuki Aikawa (en) battent Natsuki Taiyo (en) et Yoshiko (en) en finale du tournoi Goddesses of Stardom Tag League.

## Histoire
Début octobre 2011, la World Wonder Ring Stardom (Stardom) annonce l'organisation du tournoi Goddesses of Stardom Tag League pour désigner les premières championnes Goddesses of Stardom. Ce tournoi oppose toutes les équipes dans une phase de groupe puis les deux premières s'affrontent en finale. La limite de temps est de 20 min. Les participantes sont :
- Yoko Bito (en) et Yuzuki Aikawa (en)[2]
- Natsuki Taiyo (en) et Yoshiko (en)[2]
- Eri Susa et Yuu Yamagata[2]
- Io Shirai et Nanae Takahashi (en)[2]
- Arisa Hoshiki et Mayu Iwatani[2]
- Saki Kashima et Tomoka Nakagawa[2]

|                     | Bito et Aikawa   | Susa et Yamagata | Taiyo et Yoshiko   | Shirai et Takahashi | Hoshiki et Iwatani  | Kashima et Nakagawa |
| ------------------- | ---------------- | ---------------- | ------------------ | ------------------- | ------------------- | ------------------- |
| Bito et Aikawa      |                  | Susa et Yamagata | Taiyo et Yoshiko   | Bito et Aikawa      | Bito et Aikawa      |                     |
| Susa et Yamagata    | Susa et Yamagata |                  |                    |                     |                     |                     |
| Taiyo et Yoshiko    | Taiyo et Yoshiko |                  |                    | Taiyo et Yoshiko    | Hoshiki et Iwatani  |                     |
| Shirai et Takahashi | Bito et Aikawa   |                  | Taiyo et Yoshiko   |                     | Shirai et Takahashi |                     |
| Hoshiki et Iwatani  | Bito et Aikawa   |                  | Hoshiki et Iwatani | Shirai et Takahashi |                     | Hoshiki et Iwatani  |
| Kashima et Nakagawa |                  |                  |                    |                     | Hoshiki et Iwatani  |                     |

| # | Équipes                              | Points | V | D |
| - | ------------------------------------ | ------ | - | - |
| 1 | Yoko Bito (en) et Yuzuki Aikawa (en) | 4      | 2 | 2 |
| 1 | Natsuki Taiyo (en) et Yoshiko (en)   | 4      | 2 | 1 |
| 3 | Arisa Hoshiki et Mayu Iwatani        | 4      | 2 | 2 |
| 4 | Io Shirai et Nanae Takahashi (en)    | 2      | 1 | 2 |
| 4 | Eri Susa et Yuu Yamagata             | 2      | 1 | 0 |
| 6 | Saki Kashima et Tomoka Nakagawa      | 0      | 0 | 1 |

| #  | Championnes                                                 | Règne | Date              | Durée     | Défenses | Événement                                                | Lieu     | Notes | Réf    |
| -- | ----------------------------------------------------------- | ----- | ----------------- | --------- | -------- | -------------------------------------------------------- | -------- | --- | ------ |
| 1  | Yoko Bito (en) et Yuzuki Aikawa (en)                        | 1er   | 27 novembre 2011  | 311 jours | 2        | Stardom Goddesses Of Stardom Tag League - Day 4          | Tokyo    | Elles battent Natsuki Taiyo (en) et Yoshiko (en) en finale d'un tournoi.                                                             | [ 3 ]  |
| -  | Vacant                                                      | -     | 3 octobre 2012    | 53 jours  | -        | NC                                                       | NC       | À la suite d'une blessure de Yoko Bito.                                                                                              | ,      |
| 2  | Natsuki Taiyo (en) et Yoshiko (en)                          | 1er   | 25 novembre 2012  | 112 jours | 3        | Stardom 2nd Goddesses of Stardom Tag League Finals       | Tokyo    | Elles battent Kairi Hojo et Natsumi Showzuki en finale du tournoi Goddesses of Stardom Tag League                                    | [ 6 ]  |
| 3  | Kimura Monster-gun (Hailey Hatred (en) et Kyoko Kimura)     | 1er   | 17 mars 2013      | 43 jours  | 0        | Stardom the Highest 2013                                 | Tokyo    | | [ 7 ]  |
| 4  | Ho-Show Tennyo (Kairi Hojo et Natsumi Showzuki (ja))        | 1er   | 29 avril 2013     | 52 jours  | 0        | Stardom Ryogoku Cinderella Champions Fiesta              | Tokyo    | | [ 8 ]  |
| -  | Vacant                                                      | -     | 20 juin 2013      | 25 jours  | -        | NC                                                       | NC       | À la suite d'une blessure à la nuque de Showzuki.                                                                                    | [ 4 ]  |
| 5  | Miho Wakizawa (en) et Nanae Takahashi (en)                  | 1er   | 15 juillet 2013   | 195 jours | 1        | Stardom Season 12 Chapter Two: Beginning -Day 7          | Osaka    | Elles battent Natsuki Taiyo et Yoshiko en finale d'un tournoi.                                                                       | [ 9 ]  |
| 6  | Kimura Monster-gun (Alpha Female (en) et Kyoko Kimura (2))  | 1er   | 26 janvier 2014   | 196 jours | 3        | Stardom 3rd Anniversay Show                              | Tokyo    | | [ 10 ] |
| 7  | 7Kairi (Nanae Takahashi (en) (2) et Kairi Hojo (2))         | 1er   | 10 août 2014      | 261 jours | 3        | Stardom × Stardom 2014                                   | Tokyo    | | [ 11 ] |
| -  | Vacant                                                      | -     | 28 avril 2015     | 8 jours   | -        | NC                                                       | NC       | À la suite d'une blessure à la cheville de Takahashi qui quitte la Stardom quelques semaines plus tard.                              | [ 12 ] |
| 8  | Thunder Rock (Io Shirai et Mayu Iwatani)                    | 1er   | 6 mai 2015        | 407 jours | 10       | Golden Week Stars 2015                                   | Tokyo    | | [ 13 ] |
| 9  | Oedo Tai (Kagetsu (en) et Kyoko Kimura (3))                 | 1er   | 16 juin 2016      | 189 jours | 2        | Premium Stars 2016                                       | Tokyo    | | [ 14 ] |
| 10 | Kairi Hojo (3) et Yoko Bito (en) (2)                        | 1er   | 22 décembre 2016  | 73 jours  | 1        | Yearend Climax 2016                                      | Tokyo    | | [ 15 ] |
| 11 | Hiroyo Matsumoto (en) et Jungle Kyona (en)                  | 1er   | 5 mars 2017       | 108 jours | 2        | Champion Around the World in Nagoya                      | Nagoya   | | [ 16 ] |
| 12 | Oedo Tai (Hana Kimura et Kagetsu (en)) (2)                  | 1er   | 21 juin 2017      | 347 jours | 8        | Galaxy Stars 2017                                        | Tokyo    | | [ 17 ] |
| 13 | Stars (Mayu Iwatani (2) et Saki Kashima (en))               | 1er   | 3 juin 2018       | 119 jours | 3        | Stardom Queen's Fes In Sapporo                           | Sapporo  | | [ 18 ] |
| 14 | J.A.N. (Jungle Kyona (en) (2) et Natsuko Tora (en))         | 1er   | 30 septembre 2018 | 54 jours  | 0        | Stardom 5★Star Grand Prix 2018 - Grand Champion Carnival | Nagoya   | | [ 19 ] |
| 15 | Queen's Quest (Momo Watanabe (en) et Utami Hayashishita)    | 1er   | 23 novembre 2018  | 234 jours | 6        | Stardom Best of Goddesses                                | Tokyo    | | [ 20 ] |
| 16 | Tokyo Cyber Squad (Jungle Kyona (en) (3) et Konami (en))    | 1er   | 15 juillet 2019   | 188 jours | 3        | Stardom World Big Summer in Nagoya                       | Nagoya   | | [ 21 ] |
| 17 | Oedo Tai (Bea Priestley et Jamie Hayter)                    | 1er   | 19 janvier 2020   | 183 jours | 1        | Stardom 9th Anniversary                                  | Tokyo    | | [ 22 ] |
| -  | Vacant                                                      | -     | 20 juillet 2020   | 6 jours   | -        | NC                                                       | NC       | Bea Priestley et Jamie Hayter ne peuvent pas se rendre au Japon à cause des restrictions de transport lié à la pandémie de Covid-19. | [ 23 ] |
| 18 | Queen's Quest (Saya Kamitani et Utami Hayashishita (2))     | 1er   | 26 juillet 2020   | 153 jours | 2        | Stardom Cinderella Summer in Tokyo                       | Tokyo    | Elles battent Jungle Kyona et Konami dans un match pour désigner les nouvelles championnes.                                          | [ 24 ] |
| 19 | Oedo Tai (Bea Priestley (2) et Konami (en) (2))             | 1er   | 26 décembre 2020  | 50 jours  | 1        | Stardom Year-End Climax 2020                             | Tokyo    | | [ 25 ] |
| 20 | Donna del Mondo (Himeka (en) et Maika)                      | 1er   | 14 février 2021   | 49 jours  | 2        | Stardom Go To BUDOKAN! Valentine Special - Day 2         | Tokyo    | | [ 26 ] |
| 21 | Donna del Mondo (Giulia et Syuri (en))                      | 1er   | 4 avril 2021      | 280 jours | 4        | Stardom Yokohama Dream Cinderella 2021                   | Yokohama | | [ 27 ] |
| 22 | Stars (Hazuki (en) et Koguma (en))                          | 1er   | 9 janvier 2022    | 76 jours  | 2        | Stardom in Korakuen Hall                                 | Tokyo    | | [ 28 ] |
| 23 | Oedo Tai (Momo Watanabe (en) (2) et Starlight Kid (en))     | 1er   | 26 mars 2022      | 40 jours  | 1        | Stardom World Climax Night 1 ~ The Best ~                | Tokyo    | | [ 29 ] |
| 24 | Stars (Hazuki (en) (2) et Koguma (en) (2))                  | 2e    | 5 mai 2022        | 108 jours | 4        | Stardom Fukuoka Goddess Festival 2022                    | Fukuoka  | | [ 30 ] |
| 25 | Cosmic Angels (Tam Nakano et Natsupoi (en))                 | 1er   | 21 août 2022      | 130 jours | 2        | Stardom X Stardom 2022                                   | Nagoya   | | [ 31 ] |
| 26 | Neo Stardom Army (Nanae Takahashi (en) (3) et Yuu (en))     | 1er   | 29 décembre 2022  | 115 jours | 2        | Stardom Dream Queendom 2022                              | Tokyo    | | [ 32 ] |
| 27 | God's Eye (Mirai (en) et Ami Sohrei (en))                   | 1er   | 23 avril 2023     | 63 jours  | 2        | Allstar Grand Queendom 2023                              | Yokohama | | [ 33 ] |
| 28 | Club Venus (Mina Shirakawa et Mariah May)                   | 1er   | 25 juin 2023      | 49 jours  | 1        | Stardom Sunshine 2023                                    | Tokyo    | | [ 34 ] |
| 29 | Cosmic Angels (Saori Anou (en) et Natsupoi (en) (2))        | 1er   | 13 août 2023      | 99 jours  | 1        | Stardom X Stardom 2023                                   | Osaka    | | [ 35 ] |
| -  | Vacant                                                      | -     | 20 novembre 2023  | -         | -        | NC                                                       | NC       | Les championnes rendent leur titre à cause d'une blessure de Natsupoi.                                                               | [ 36 ] |
| 30 | Queen's Quest (Saya Kamitani (2) et Utami Hayashishita (3)) | 2e    | 2 décembre 2023   | 119 jours | 1        | Nagoya Big Winter 2023                                   | Nagoya   | En battant l'équipe de Maika et Megan Bayne pour les championnats vacants.                                                           | [ 37 ] |
| 31 | Crazy Star (Mei Seira (en) et Suzu Suzuki (en))             | 1er   | 30 mars 2024      | 36 jours  | 2        | Stardom                                                  | Sendai   | | [ 38 ] |
| 32 | Stars (Hazuki (en) (3) et Koguma (en) (3))                  | 3e    | 5 mai 2024        | 55 jours  | 2        | Stardom                                                  | Fukuoka  | | [ 39 ] |
| 33 | God's Eye (Konami (en) (3) et Syuri (en) (2))               | 1er   | 29 juin 2024      | 24 jours  | 0        | Stardom                                                  | Tokyo    | | [ 40 ] |
| 34 | Oedo Tai (Momo Watanabe (en) et Thekla (en))                | 1er   | 23 juillet 2024   | 374 jours | 0        | Stardom Nighter in Korakuen                              | Tokyo    | | [ 41 ] |

## Règnes combinés

### En équipe
| Rang | Équipe                                                   | Règnes | Défenses | Jours |
| ---- | -------------------------------------------------------- | ------ | -------- | ----- |
| 1    | Thunder Rock (Io Shirai et Mayu Iwatani)                 | 1      | 10       | 407   |
| 2    | Oedo Tai (Hana Kimura et Kagetsu (en))                   | 1      | 8        | 347   |
| 3    | Yoko Bito (en) et Yuzuki Aikawa (en)                     | 1      | 2        | 311   |
| 4    | Donna del Mondo (Giulia et Syuri (en))                   | 1      | 4        | 280   |
| 5    | Queen's Quest (Saya Kamitani et Utami Hayashishita)      | 2      | 4        | 272   |
| 6    | 7Kairi (Nanae Takahashi (en) et Kairi Hojo)              | 1      | 3        | 261   |
| 7    | Stars (Hazuki (en) et Koguma (en))                       | 3      | 8        | 239   |
| 8    | Queen's Quest (Momo Watanabe (en) et Utami Hayashishita) | 1      | 6        | 234   |
| 9    | Kimura Monster-gun (Alpha Female (en) et Kyoko Kimura)   | 1      | 3        | 196   |
| 10   | Miho Wakizawa (en) et Nanae Takahashi (en)               | 1      | 1        | 195   |
| 11   | Oedo Tai (Kagetsu (en) et Kyoko Kimura)                  | 1      | 2        | 189   |
| 12   | Tokyo Cyber Squad (Jungle Kyona (en) et Konami (en))     | 1      | 3        | 188   |
| 13   | Oedo Tai (Bea Priestley et Jamie Hayter)                 | 1      | 1        | 183   |
| 14   | Cosmic Angels (Tam Nakano et Natsupoi (en))              | 1      | 2        | 130   |
| 15   | Stars (Mayu Iwatani et Saki Kashima (en))                | 1      | 3        | 119   |
| 16   | Neo Stardom Army (Nanae Takahashi (en) et Yuu (en))      | 1      | 2        | 115   |
| 17   | Natsuki Taiyo (en) et Yoshiko (en)                       | 1      | 3        | 112   |
| 18   | Hiroyo Matsumoto (en) et Jungle Kyona (en)               | 1      | 2        | 108   |
| 19   | Cosmic Angels (Saori Anou (en) et Natsupoi (en))         | 1      | 1        | 99    |
| 20   | Kairi Hojo et Yoko Bito (en)                             | 1      | 1        | 73    |
| 21   | God's Eye (Mirai (en) et Ami Sohrei (en))                | 1      | 2        | 63    |
| 22   | J.A.N. (Jungle Kyona (en) et Natsuko Tora (en))          | 1      | 0        | 54    |
| 23   | Ho-Show Tennyo (Kairi Hojo et Natsumi Showzuki (ja))     | 1      | 0        | 52    |
| 24   | Oedo Tai (Bea Priestley et Konami (en))                  | 1      | 1        | 50    |
| 25   | Donna del Mondo (Himeka (en) et Maika)                   | 1      | 2        | 49    |
| 25   | Club Venus (Mina Shirakawa et Mariah May)                | 1      | 1        | 49    |
| 27   | Kimura Monster-gun (Hailey Hatred (en) et Kyoko Kimura)  | 1      | 0        | 43    |
| 28   | Oedo Tai (Momo Watanabe (en) et Starlight Kid (en))      | 1      | 1        | 40    |
| 29   | Crazy Star (Mei Seira (en) et Suzu Suzuki (en))          | 1      | 2        | 36    |
| 30   | God's Eye (Konami (en) et Syuri (en))                    | 1      | 0        | 24    |
| 31   | Oedo Tai (Momo Watanabe (en) et Thekla (en))             | 1      | 0        | 374   |

### Individuellement
| Rang | Catcheuse             | Règnes | Jours |
| ---- | --------------------- | ------ | ----- |
| 1    | Nanae Takahashi (en)  | 3      | 571   |
| 2    | Kagetsu (en)          | 2      | 536   |
| 3    | Mayu Iwatani          | 2      | 526   |
| 4    | Utami Hayashishita    | 3      | 506   |
| 5    | Kyoko Kimura          | 3      | 428   |
| 6    | Io Shirai             | 1      | 407   |
| 7    | Yoko Bito (en)        | 2      | 384   |
| 8    | Hana Kimura           | 1      | 347   |
| 9    | Jungle Kyona (en)     | 3      | 345   |
| 10   | Kairi Hojo            | 2      | 334   |
| 11   | Yuzuki Aikawa (en)    | 1      | 311   |
| 12   | Syuri (en)            | 2      | 304   |
| 13   | Giulia                | 1      | 280   |
| 14   | Momo Watanabe (en)    | 3      | 648   |
| 15   | Saya Kamitani         | 2      | 272   |
| 16   | Konami (en)           | 3      | 262   |
| 17   | Hazuki (en)           | 3      | 239   |
| 17   | Koguma (en)           | 3      | 239   |
| 19   | Bea Priestley         | 2      | 233   |
| 20   | Natsupoi (en)         | 2      | 229   |
| 21   | Alpha Female (en)     | 1      | 196   |
| 22   | Miho Wakizawa (en)    | 1      | 195   |
| 23   | Jamie Hayter          | 1      | 183   |
| 24   | Tam Nakano            | 1      | 130   |
| 25   | Saki Kashima (en)     | 1      | 119   |
| 26   | Yuu (en)              | 1      | 115   |
| 27   | Natsuki Taiyo (en)    | 1      | 112   |
| 27   | Yoshiko (en)          | 1      | 112   |
| 29   | Hiroyo Matsumoto (en) | 1      | 108   |
| 30   | Saori Anou (en)       | 1      | 99    |
| 31   | Ami Sohrei (en)       | 1      | 63    |
| 31   | Mirai (en)            | 1      | 63    |
| 33   | Natsuko Tora (en)     | 1      | 54    |
| 34   | Natsumi Showzuki (ja) | 1      | 52    |
| 35   | Himeka (en)           | 1      | 49    |
| 35   | Maika                 | 1      | 49    |
| 35   | Mariah May            | 1      | 49    |
| 35   | Mina Shirakawa        | 1      | 49    |
| 39   | Hailey Hatred (en)    | 1      | 43    |
| 40   | Starlight Kid (en)    | 1      | 40    |
| 41   | Mei Seira (en)        | 1      | 36    |
| 41   | Suzu Suzuki (en)      | 1      | 36    |
| 43   | Thekla (en)           | 1      | 374   |